# Lolardos

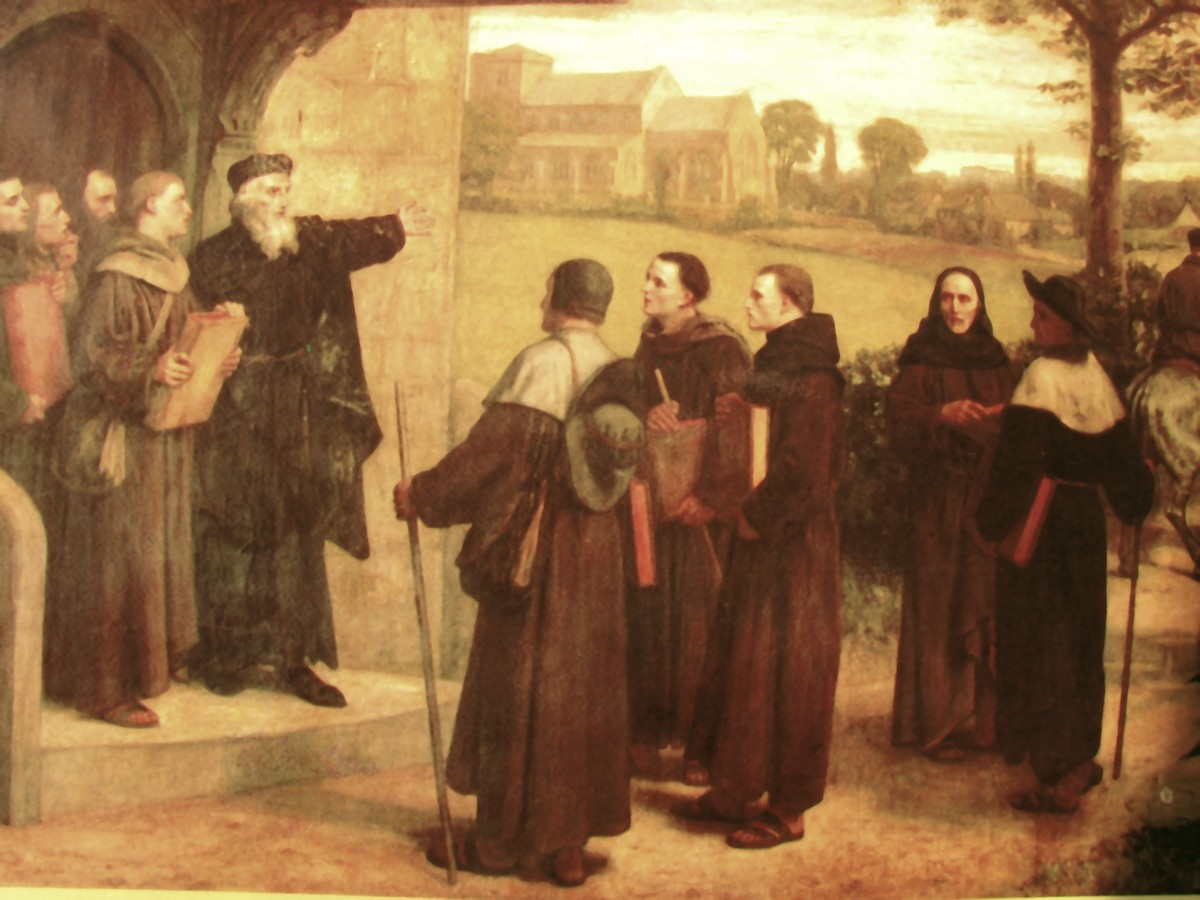
Wyclif distribuye ejemplares de su traducción al inglés de la Biblia entre los "sacerdotes pobres". Cuadro de William Frederick Yeames.

El movimiento lolardo o wyclifista fue un movimiento político y religioso de finales del siglo XIV e inicios del siglo XV en Inglaterra, generalmente identificado como un precursor de la Reforma. Sus objetivos principales eran precisamente la reforma de la Iglesia. Los orígenes del movimiento lolardo (Lollardy) o wyclifista se encuentran en las enseñanzas de John Wyclif (de ahí el nombre de esta corriente), un teólogo prominente de la Universidad de Oxford hacia 1350. 

## Creencias
Entre sus principales doctrinas estaba aquella que propugnaba que la devoción era un requerimiento para que un sacerdote fuera de "verdad" un sacerdote o para que administrara debidamente los sacramentos, y además la que afirmaba que el laico devoto tenía la facultad de ejecutar los mismos ritos y funciones, pues el poder religioso y la autoridad resultaban de la devoción y no de la jerarquía eclesiástica. 
Enseñaban que la Iglesia cristiana era la "Iglesia de los salvados", queriendo dar a entender que la verdadera Iglesia de Cristo estaba constituida por la comunidad de los fieles, que tenía mucho en común con la Iglesia oficial, pero que no era lo mismo. Enseñaban además una cierta forma de predestinación. Buscaban también eliminar las leyes que limitaban el salario de los campesinos y se llegaron a asaltar posesiones nobiliarias e iglesias, a las que se achacaba el mantenimiento de una estructura social concreta. Abogaban por la pobreza apostólica y la tasación de las propiedades de la Iglesia. Negaban la doctrina romana de la transubstanciación, favoreciendo por ello la doctrina de la consubstanciación en la Eucaristía. 

### Las doce conclusiones de los Lolardos
Un grupo de lolardos dirigió al Parlamento una petición con doce conclusiones que fueron fijadas en las puertas de Westminster Hall en febrero de 1395. Las doce conclusiones revelan algunas ideas básicas de los lolardos. La primera conclusión rechaza la adquisición de riqueza temporal de los líderes de la Iglesia, ya que la acumulación de riqueza aleja de las preocupaciones religiosas y provoca la codicia. La cuarta conclusión afirma que la Biblia no dice que el pan de la Eucaristía se convierte en Cristo. La conclusión sexta establece que los funcionarios de la Iglesia no deben ejercer el poder temporal o secular, pues esto constituye un conflicto de intereses entre las cosas del espíritu y los asuntos del Estado. La octava conclusión señala como absurda la reverencia hacia las imágenes en la iglesia.
Otras conclusiones más relevantes se oponían a la pena de muerte, rechazaban los juramentos y el celibato obligatorio de los religiosos y afirmaban que los miembros del clero deben estar sometidos a las leyes civiles. Declaraban que todo cristiano verdadero es un sacerdote delante de Dios y denunciaban las guerras, la violencia y el aborto.

### Otras doctrinas
Aparte de las doce conclusiones, los lolardos sostenían otras opiniones, por ejemplo, creían que los niños se salvan si mueren sin bautizarse, profesaban el milenarismo y criticaron a la Iglesia por no considerar lo suficiente el Apocalipsis.
El manuscrito conocido como Ecclesiae Regimen o Treinta y siete artículos contra la corrupción en la Iglesia expresa la opinión de los lolardos sobre la necesidad de una reforma eclesial. Era atribuido a Wycliff pero varios expertos consideran que fue redactado por John Purvey, un lolardo que murió en prisión en 1414.

## Persecución

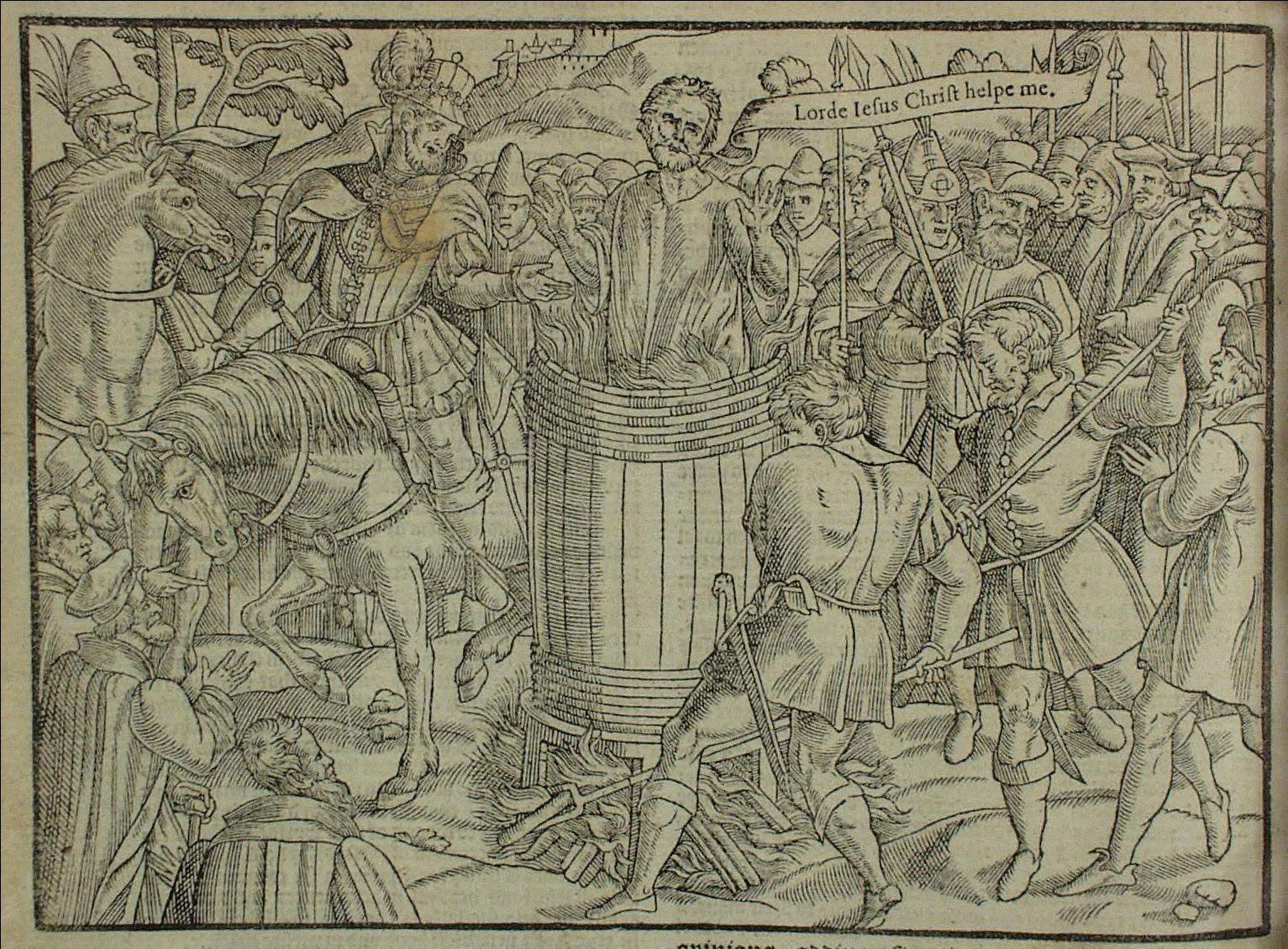
Ejecución de John Badby. Ilustración del Libro de los Mártires de John Foxe.

El edicto del rey Enrique IV De heretico comburendo en 1401 prohibió las Biblias traducidas por Wyclif y ordenó perseguir bajo pena de muerte en la hoguera a los lolardos por oponerse a los juramentos y al bautismo de niños y subvertir el orden de la iglesia. El primer ejecutado fue John Badby, en 1410. 
El movimiento fue declarado oficialmente herejía en el concilio de Constanza en el año 1415.

## Influencia sobre el Husismo
Según el espiritualista Sebastian Franck, el reformador checo Jan Hus conocía las tesis de los lolardos y los escritos de Wyclif a través de Jerónimo de Praga y adoptó trece puntos de ellos, entre los cuales menciona la inexistencia del purgatorio; la inutilidad de las oraciones por los muertos; la negación de la primacía del obispo de Roma sobre otros obispos; la confesión ante Dios para el perdón de los pecados y no ante el sacerdote; y el llamado a la pobreza de los ministros de la iglesia.

## Etimología
A pesar de no ser conocido el origen del término, se ha propuesto la hipótesis de derivarlo del término en latín lolium ("tara" o "hierba dañina"). Si es cierto, esto debería haber sido una referencia ofensiva para calificarlos de herejía contra la Iglesia cristiana, como las hierbas dañinas que surgen en medio del grano en la parábola de Jesús. Otro término despectivo que se propone para la etimología es el del neerlandés medio lollaerd que significa "murmurador". Se ha propuesto también que la palabra lolardo viene del inglés medieval loller, "vagabundo". 
Otra hipótesis, mucho más probable, es que venga del nombre de Valter Lollard o Lolhard, un predicador neerlandés valdense que fue martirizado a manos de los partidarios de la Iglesia de Roma en la primera mitad del siglo XIV.